# Pattern and Decoration
Pattern and Decoration (P&D) war eine Kunstrichtung in den Vereinigten Staaten, die von 1975 bis 1985 bestand. Sie zeichnet sich durch die Verwendung eines dekorativen Malstils aus.

## Hintergrund
Die Pattern and Decoration-Bewegung bestand aus Künstlern, die sich von dem westlich geprägten und männlich dominierten Kunstbetrieb abwandten. Im Jahr 1975 veranstaltete der Künstler Robert Zakanitch eine Versammlung, um neue dekorative Tendenzen in der Kunst zu diskutieren; unter den Teilnehmern waren unter anderem die Künstlerinnen Miriam Schapiro und Joyce Kozloff sowie die Kunstkritikerin Amy Goldin anwesend, die mit der feministischen Kunstbewegung der 1970er Jahre verbunden waren.
Die P&D-Künstler lehnten die puristische Minimal Art und die rationalistische Konzeptkunst ab, die die Kunstwelt zu jener Zeit dominierten. Stattdessen wollten sie die tradierte Vorstellung von Kunst insgesamt hinterfragen und zugleich einen politisch-emanzipatorischen Anspruch formulieren. Ihren Augenmerk legten sie daher verstärkt auf die Stellung der Frau, den amerikanischen Ureinwohnern und ethnischen Minderheiten im Kulturbetrieb und in der Gesellschaft.
Die P&D-Bewegung konzentrierte sich weitgehend auf die Galerieszene in New York City und wurde dort maßgeblich von der Galeristin Holly Solomon gefördert. Erst nach 1977 wurde die Kunstrichtung bekannter, als sie vom europäischen Markt aufgegriffen wurde und Ausstellungen in Europa die Malerei einem breiteren Publikum bekannt machten.

## Stilistische Kennzeichen
Die Werke der Pattern and Decoration-Bewegung zeichnen sich durch das Dekorative, die Farbigkeit und Formenvielfalt aus. Die Künstler bedienen sich oftmals kunsthandwerklicher Techniken und suchen nach Inspiration in der nicht-westlichen Welt und unterschiedlichen ornamentalen Traditionen, insbesondere aus Arbeiten wie Textilien, Tapeten, Buchmalereien, Mosaiken, Glaswaren, Stickereien und architektonischen Ornamenten. Dabei wird insbesondere der Einfluss aus islamischen und asiatischen Kulturen sichtbar. In den Werken der P&D-Bewegung ist somit ein Interesse an Exotik erkennbar, das teilweise auf die veränderten Reisegewohnheiten der Amerikaner zurückzuführen ist. Viele Künstler nutzten Reisen als Inspirationsquellen. Ihr Anliegen war es, das Sinnliche, das Angenehme und das Ornamentale in die westliche Kunst zu überführen und mit dem Komplexen und Anspruchsvollen, das in der tradierten Vorstellung als hohe Kunst bewertet wurde, gleichzustellen.

## Vertreter der Pattern and Decoration
Die Pattern and Decoration-Bewegung war eine informelle Gruppe. Künstler, die zu regelmäßigen Treffen und Ausstellungen zusammenkamen, waren:
- Cynthia Carlson
- Brad Davis
- Valerie Jaudon
- Jane Kaufman
- Joyce Kozloff
- Robert Kushner
- Kim MacConnel
- Tony Robbin
- Miriam Schapiro
- Ned Smyth
- Robert Zakanitch

Viele Künstler der P&D-Bewegung waren zugleich in der feministischen Kunstszene aktiv, darunter Joyce Kozloff, Valerie Jaudon, Robert Kushner und Miriam Schapiro.
Zu Künstlern, die durch eine ähnliche Malerei bekannt wurden, zählen Jennifer Cecere, Tina Girouard, Mary Grigoriadis, Thomas Lanigan-Schmidt, Susan Michod, Sonya Rapoport, Kendall Shaw, Betty Woodman und George Woodman.